# Суюнч-Ходжа-хан
Суюнч-Ходжа-хан (*1454 — 1525) — 2-й хан Держави Шейбанідів в 1510—1512 роках. Повне ім'я Абду Наср Камал ад-Дін Севінчбек.

## Життєпис
Походив з роду Шибанідів, гілки династії Чингізидів. Син Абулхайр-хана, правителя Держави кочових узбеків, і Рабія Султан-бегім (доньки Улугбека. правителя Держави Тимуридів). Народився 1454 року, ймовірно в Сигнаку.
На початку 1490-х років брав участь у військових кампаніях проти казахських ханів Керея і Жанібека. З 1496 року діяв спільно з небожем Мухаммедом Шейбані проти Тимуридів.
1500 року брав участь у захопленні Мавераннахру. 1503 (або 1508) року призначається султаном Шашу, який Суюнч-Ходжа передтим захопив. 1509 року відзначився у поході проти казахського султана Джаніша, сина Жанібек-хана.
1510 року після загибелі Мухаммеда Шейбані у битві проти персів фактично став правителем Держави Шейбанідів. Офіційно оголошений таким на курултаї у березні 1511 року. Втім вимушений був рахуватися із своїми родичами Мухаммедом Тимур-султаном і Убайдуллою-ханом.
В цей час військо перського шаха Ісмаїла I захопило Хорасан і рушило до Амудар'ї. Суюнч-Ходжа-хан виступив за продовження війни, але з цим не погодилися Мухаммед Тимур-султан і Убайдулла-хан. Водночас наближені шаха також не радили тому вступати до Мавераннахру, оскільки не сподівалися там закріпитися. Зрештою за угодою було встановлено кордон по річці Амудар'я. При цьому Хорезм відійшов до Персії.
Зміцнившись, передав родичам володіння — Кеш, Несеф, Гузар з землями до узбережжя Амудар'ї — Мухаммед Тимур-султану, Бухару — Убайдуллі-хану.
1511 року відвоював Фергану в Султан Саїда, намісника Бабура Тимурида, завдавши поразки супротивнику у битві на річці Ахангаран. 1512 року Убайдулла-хан завдав поразки персам в битві біля Кул-Малікі, після чого рушив на Самарканд, де зібрав курултай. Тут Суюнч-Ходжа-хан вимушен був зректися влади на користь старшого брата Кучкунджі-хана. При цьому зберіг у володінні Шаш й титул хана.
У Шаші йому довелося придушити заколот місцевого хакима (намісника) Мухаммеда Касима Кухбурди. 1513 року відбив напад на Шаш війська казахів на чолі із Касим-ханом. 1514 року знову брав участь у кампанії проти Султан Саїда.
У 1522—1523 роках здійснив успішний похід проти казахських султанів, але відомості про це обмаль. За цим брав участь у походах на Бадахшан, Кундуз і Баглан, а потім на Герат.
Помер 1525 року. Його поховано в мавзолеї Кук-Гумбаз в медресе Баракхана. Новим правителем Шашу став його старший син Келди-Мухаммед.

## Меценат
Сприяв поширенню літературної узбецької мови. Перетворив Шаш на культурний центр, куди запрошував богословів, поетів, музик, вчених, зокрема Васіфі, Абдуллу Насруллахі, Масуда бін Османі Кухістані.
За наказом Суюнч-Ходжи-хана кілька творів було перекладено з перської мови узбецькою. Для його сина Навруз Ахмед-хана було переписано рукопис «Бустан» перського поета Сааді Ширазі. Офіційні документи складалися чагатайською мовою.
З ім'ям цього хана пов'язане зведення у Шаші чарбагу (саду із чотирьох частин) «Кайкаус». У цьому саду проводилися літературні диспути — меджліси та свята. Також у саду розташовувалися ставка хана лікарня в для поранених під час битв узбецьких правителів.